# حرث (اغريس لعلوي)
حرث هي إحدى مشيخات المملكة المغربية، تتبع جغرافيا لإقليم الرشيدية وإداريًا لاغريس لعلوي. يقدر عدد سكانها بـ 3042 نسمة حسب الإحصاء الرسمي للسكان والسكنى لسنة 2004.